# 若葉彩音
若葉 彩音（わかば いろね、2003年〈平成15年〉3月31日 - ）は、日本の女性アイドル、女優。女性アイドルグループ・シャノワールのメンバー。khromatic management所属。

## 出演

### テレビ
- 「吉祥寺ルーザーズ」 第3話（2022年4月25日、テレビ東京系列）- 誘拐殺人事件被害者 役